# Nová Ves nad Váhom
Nová Ves nad Váhom (węg. Vágújfalu) – wieś i gmina (obec) w powiecie Nowe Miasto nad Wagiem, w kraju trenczyńskim, w zachodniej Słowacji. Zamieszkuje ją około 556 osób (dane z 2016 roku).

## Historia
Wieś została wspomniana po raz pierwszy w 1419 w dokumentach historycznych.

## Geografia
Centrum wsi leży na wysokości 180 m n.p.m. Gmina zajmuje powierzchnię 12,112 km².